# Eulophia toyoshimae
Eulophia toyoshimae là một loài thực vật có hoa trong họ Lan. Loài này được Nakai mô tả khoa học đầu tiên năm 1920.